# Open Our Eyes
| Recensione              | Giudizio |
| ----------------------- | -------- |
| AllMusic                |          |
| Robert Christgau        | A-       |
| Dizionario del Pop-Rock |          |

Open Our Eyes è il quinto album registrato in studio degli Earth, Wind & Fire, pubblicato dalla casa discografica Columbia Records nel marzo del 1974.

## Tracce

### LP
Lato A (AL 32712)
1. Mighty Mighty – 3:01 (Maurice White, Verdine White)
2. Devotion – 4:49 (Maurice White, Philip Bailey)
3. Fair But so Uncool – 3:37 (Charles Stepney, Rick Giles)
4. Feelin' Blue – 4:28 (Kenny Altman)
5. Kalimba Story – 4:01 (Maurice White, Verdine White)

Lato B (BL 32712)
1. Drum Song – 5:08 (Maurice White)
2. Tee Nine Chee Bit – 3:45 (Maurice White, Charles Stepney, Philip Bailey)
3. Spasmodic Mood – 1:41 (Eddie Harris)
4. Caribou – 3:23 (Charles Stepney, Rick Giles)
5. Open Our Eyes – 4:54 (Leon Lumkins)

### CD
Edizione CD del 2001, pubblicato dalla Columbia/Legacy Records (CK 61615)
1. Mighty Mighty – 3:03 (Maurice White, Verdine White)
2. Devotion – 4:50 (Maurice White, Philip Bailey)
3. Fair But so Uncool – 3:40 (Charles Stepney, Rick Giles)
4. Feelin' Blue – 4:28 (K Altman)
5. Kalimba Story – 4:03 (Maurice White, Verdine White)
6. Drum Song – 5:10 (Maurice White)
7. Tee Nine Chee Bit – 3:45 (Maurice White, Charles Stepney, Philip Bailey)
8. Spasmodic Movements – 1:51 (Eddie Harris)
9. Rabbit Seed – 0:32 (Maurice White)
10. Caribou – 3:26 (Charles Stepney, Rick Giles)
11. Open Our Eyes – 5:05 (Leon Lumkins)
12. Ain't No Harm to Moan (Slave Song) – 5:21 (Maurice White, Larry Dunn) – Traccia bonus - Brano inedito
13. Fair But so Uncool (Walkin' in N'Awliss Mix) – 3:27 (Charles Stepney, Rick Giles) – Traccia bonus - Versione inedita
14. Step's Tune – 2:33 (Maurice White, Charles Stepney, Larry Dunn) – Traccia bonus - Brano inedito
15. Dreams – 3:23 (Maurice White, Charles Stepney, Larry Dunn) – Traccia bonus - Brano inedito

## Formazione
- Maurice White – voce, batteria, Kalimba
- Verdine White – voce, basso, percussioni
- Larry Dunn – piano, organo, sintetizzatore moog
- Ralph Johnson – batteria, percussioni
- Philip Bailey – voce, congas, percussioni
- Al McKay – voce, chitarra, percussioni
- Andrew Woolfolk – sassofono soprano, flauto
- Johnny Graham – chitarra, percussioni

Note aggiuntive
- Joe Wissert e Maurice White – produttore
- Charles Stepney – produttore associato
- Leo Sacks – produttore riedizione su CD
- Earth, Wind & Fire e Charles Stepney – arrangiamenti
- Registrazioni effettuate al "Caribou Ranch" di Nederland, Colorado
- Bruce Botnick – ingegnere delle registrazioni e del remixaggio
- Remixaggio effettiuato al "Hollywood Sound Recorders Inc." di Hollywood, California
- Paul Klingberg – remixaggio brani bonus su CD
- Mastering effettuato al "Mastering Lab." da Arnie Acosta
- Mastering effettuato al "Sony Music Studios" di New York da Mark Wilder (CD)
- "Pacific Eye & Ear" – design copertina album
- Lee Lawrence – foto copertina album[6][7]

## Classifica
Album
| Anno | Classifica             | Posizione raggiunta |
| ---- | ---------------------- | ------------------- |
| 1974 | Billboard 200          | 15                  |
| 1974 | Top R&B/Hip-Hop Albums | 1                   |

Singoli
| Anno | Titolo del brano | Classifica            | Posizione raggiunta |
| ---- | ---------------- | --------------------- | ------------------- |
| 1974 | Mighty Mighty    | Billboard Hot 100     | 29                  |
| 1974 | Devotion         | Billboard Hot 100     | 33                  |
| 1974 | Kalimba Story    | Billboard Hot 100     | 55                  |
| 1974 | Mighty Mighty    | Hot R&B/Hip-Hop Songs | 4                   |
| 1974 | Kalimba Story    | Hot R&B/Hip-Hop Songs | 6                   |
| 1974 | Devotion         | Hot R&B/Hip-Hop Songs | 23                  |